# Daniel Westling
Pour les articles homonymes, voir Westling.
Signature
Daniel Westling, né le 15 septembre 1973 à Örebro (Suède), est le mari de la princesse héritière Victoria de Suède, duchesse de Västergötland.
Professeur de gymnastique, il rencontre Victoria en lui enseignant le fitness dans le club qu'il dirige. Lors de leur mariage, célébré le 19 juin 2010, il reçoit du roi Charles XVI Gustave le nom et les armes de la famille royale de Suède : Daniel Westling Bernadotte, titré dans sa titulature complète, Son Altesse Royale le prince Daniel, prince de Suède, duc de Västergötland.

## Biographie

### Enfance et études
Daniel Westling naît en 1973 à Almby, un quartier d'Örebro, d'Olle Westling (né en 1945), fonctionnaire municipal, et de son épouse Ewa, née Westring (en 1944), employée des postes. Il grandit à Ockelbo, une commune de 6 000 habitants, dans le comté de Gävleborg, au côté de sa sœur aînée Anna (née en 1970), ex-Mme Blom et épouse de Mikael Söderström, dit Mikael Westling Söderström, professeur des sciences du sport à l'Université de Gävle. Daniel Westling est de plus l'oncle maternel d'Hedvig Blom (née en 2000) et Vera Blom (née en 2004).
Il fréquente le lycée de Sandviken, où alors qu'élève assez moyen, il excelle en sport ; le basket-ball, le motocross, le football et le hockey sur glace sont parmi ses sports préférés.
Il échoue à son examen d'entrée à l'université et il effectue alors son service militaire dans le régiment de Hälsinge à Gävle, puis suit des cours à l'École supérieure de gymnastique et des sports de Lillsved. Par la suite, il s'installe à Stockholm, où il travaille comme entraîneur de fitness dans un club sportif exclusif du Regeringsgatan, dont il devient associé en 1999. Depuis sa naissance, Daniel Westling est atteint d'une malformation rénale pour laquelle, en mai 2009, on lui transplante un rein dont son père est le donneur.

## Relation avec la princesse héritière Victoria

### Rencontre et débuts de relation

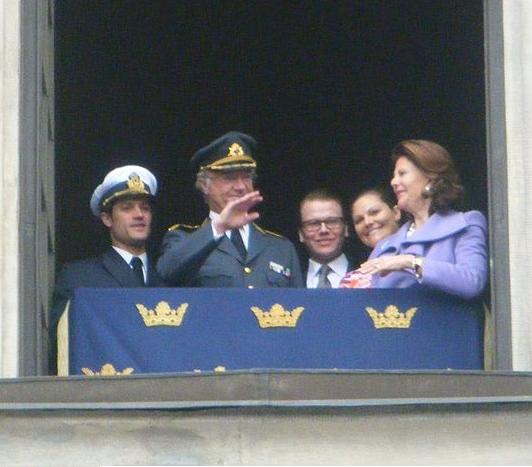
Daniel Westling est le troisième homme en partant de la gauche.

C'est dans son club de sport qu'en 2001, il fait la connaissance de la princesse héritière de Suède, Victoria, plus jeune que lui de quatre ans, et dont il était l'entraîneur personnel. Ils entament dès lors une relation amoureuse qui va durer.
Pendant près d'un an, le couple réussit à garder sa relation secrète, avant que le 30 mai 2002 l'Expressen, un journal people suédois, ne rende leur liaison publique. L'année suivante, on aperçoit en public Daniel Westling et la princesse Victoria ensemble, pour la première fois et main dans la main, à l'occasion du mariage d'un ami de la princesse.

#### Pression des médias
Bien que les médias aient souligné les origines modestes du compagnon de la future reine de Suède et aient tenu les propos les plus venimeux, ils poursuivent leur relation et on le considère dès lors comme le futur prince consort.
En raison de ses origines populaires et provinciales (ses grands-pères paternel et maternel étaient respectivement forestier et menuisier dans le comté de Gävleborg), et de son activité professionnelle comme de ses études avortées, la presse suédoise le juge rapidement manquant de culture, que n'arrangea pas son goût vestimentaire pour les tenues sportives et les casquettes de baseball, ce qui le stigmatisa publiquement. Daniel Westling n'étant pas considéré comme conforme au rang qu'il était amené à tenir au côté de la princesse Victoria, on lui conseille le recours à une agence de relations publiques qui change son image et oriente sa communication.
Selon les médias suédois, il suit de nombreux cours sur la manière d'être un bon représentant de la monarchie suédoise et il apprend par ailleurs à maîtriser l'anglais, langue internationale.
Daniel Westling devient président-directeur d'une entreprise de remise en forme, composée de trois centres de fitness situés dans le centre-ville de Stockholm. Cette entreprise prospère a dû être convertie en société anonyme et attirer des investisseurs, puisque le futur prince héritier consort de Suède peut légalement posséder en propre des actions, mais aucune entreprise en majorité.
Le couple a vécu alternativement dans les appartements de Victoria, dans une aile latérale du château de Drottningholm, et dans l'appartement de Daniel Westling au centre de Stockholm.

#### Rumeurs de mariage
Ils se sont montrés ensemble régulièrement à des occasions privées, Daniel Westling ne pouvant à aucun titre apparaître officiellement à la cour royale en l'absence de fiançailles.
En Suède, on ne cesse de spéculer sur un mariage du couple, par exemple en octobre 2007, quand la section de presse du ministère des Affaires étrangères suédois évoque une possibilité de crédits au chapitre « préparation d'un mariage royal » dans un projet de budget pour 2008.

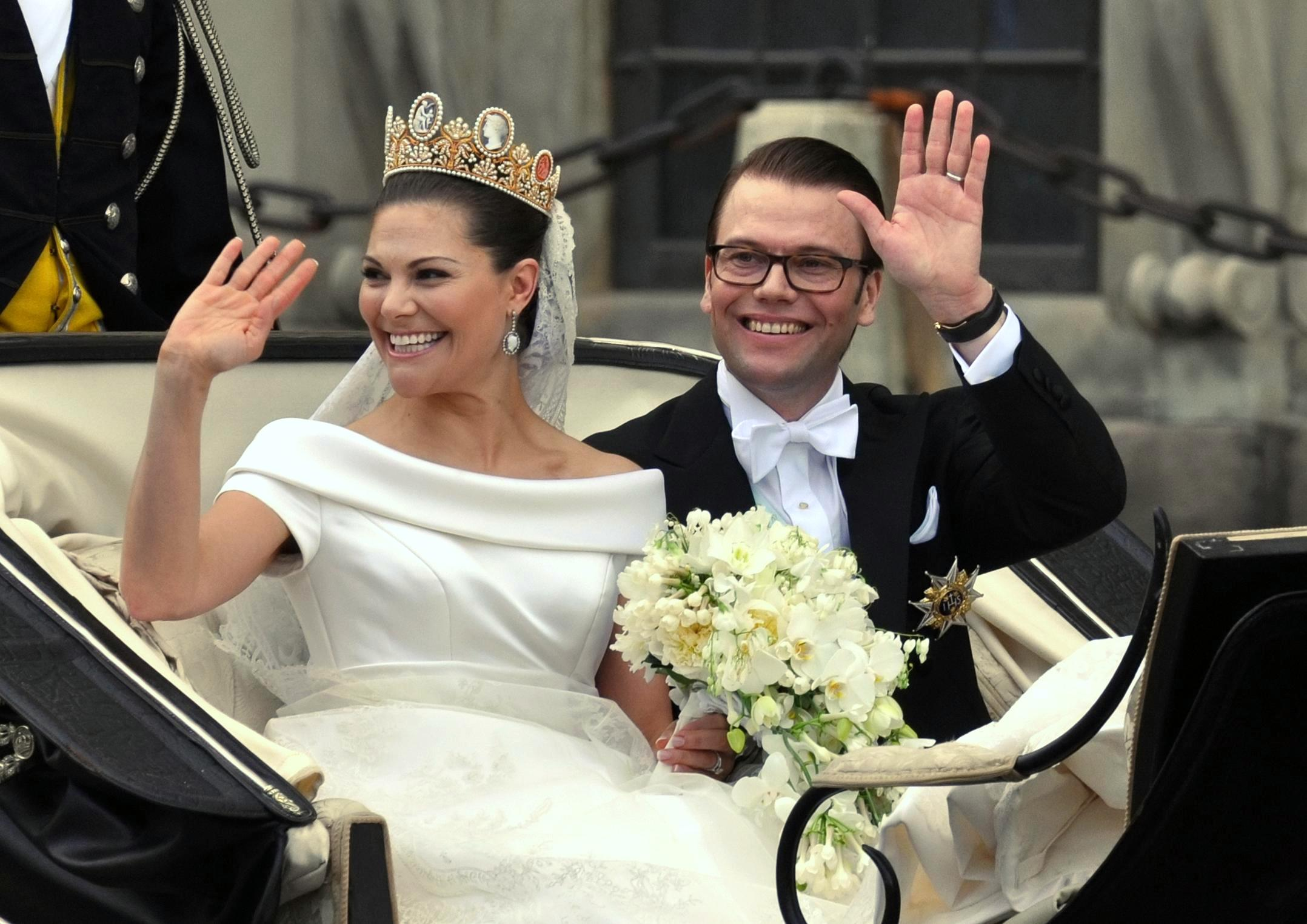
Mariage de la princesse Victoria de Suède et Daniel Westling.

Des porte-paroles du palais royal de Suède et du ministère des Affaires étrangères démentent cependant qu'un mariage soit projeté, avant qu'en décembre 2007 la princesse héritière elle-même n'alimente des bruits autour d'un mariage possible en 2008.
En mai 2008, Daniel Westling accompagne pour la première fois la princesse héritière à une célébration solennelle auprès d'une autre famille royale, la fête donnée à l'occasion du quarantième anniversaire du prince héritier Frederik de Danemark.

### Mariage
Ses fiançailles avec la princesse héritière Victoria sont annoncées en février 2009 et leur union est célébrée le 19 juin 2010. Daniel Westling devient dès son mariage, Son Altesse Royale le prince Daniel, duc de Västergötland et adopte le patronyme royal comme nom d'usage civil accolé au sien : (Olof) Daniel Westling Bernadotte.

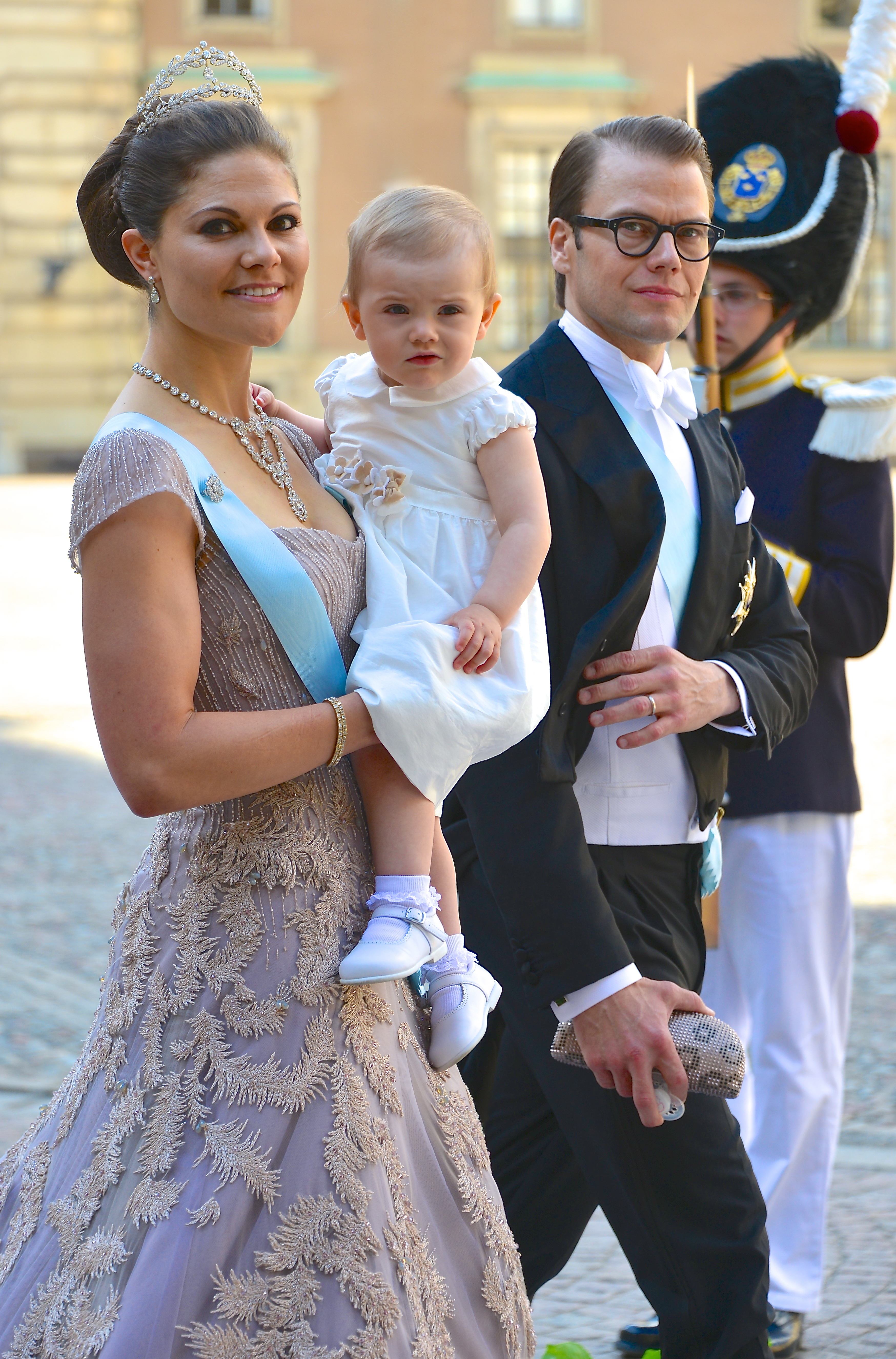
Daniel avec son épouse Victoria au mariage de la princesse Madeleine de Suède et de Christopher O'Neill en 2013.

#### Descendance
- S.A.R. la princesse Estelle Silvia Ewa Mary de Suède, duchesse d'Östergötland[14], née le 23 février 2012 à Stockholm.
- S.A.R. le prince Oscar Carl Olof de Suède, duc de Scanie, né le 2 mars 2016 à Solna.

## Titulature
- 15 septembre 1973 - 19 juin 2010 : Monsieur Daniel Westling
- Depuis le 19 juin 2010 : Son Altesse Royale le prince Daniel, duc de Västergötland

## Décorations

### Nationales
- Chevalier de l'ordre des Séraphins[15]
- Commandeur de l'ordre royal de l'Étoile polaire[16]

### Étrangères
- Grand-croix, 1re classe version spéciale de l'ordre du Mérite[17] (Allemagne)
- Grand-croix de l'ordre du Mérite civil d'Espagne[18]
- Grand-croix de l'ordre de la Rose blanche[19] (Finlande)
- Grand officier de la Légion d'honneur[16] (France)
- Grand-croix de l'ordre du Faucon[20] (Islande)
- Chevalier grand-croix de l'ordre du Mérite de la République italienne‎ [21]
- Grand-croix de l'ordre de la Couronne (Pays-Bas)[22]
- Grand-officier de l'ordre du Mérite (Tunisie)[23]

## Sources